# Verwaltungsgemeinschaft Straßkirchen
Die Verwaltungsgemeinschaft Straßkirchen liegt im niederbayerischen Landkreis Straubing-Bogen und wird von folgenden Gemeinden gebildet:
1. Irlbach, 1149 Einwohner, 15,84 km²
2. Straßkirchen, 3521 Einwohner, 38,39 km²

Sitz der am 1. Januar 1986 gegründeten Verwaltungsgemeinschaft ist Straßkirchen.